# Жарикбас
Жарикба́с (каз. Жарықбас) — село у складі району Байдібека Туркестанської області Казахстану. Входить до складу Алмалинського сільського округу.
До 1992 року село називалось Леонтьєвка.
Населення — 515 осіб (2021; 648 у 2009, 554 у 1999, 525 у 1989).